# Anna Russell
Anna Claudia Russell-Brown (Londres, 27 de dezembro de 1911 – Rosedale, 18 de outubro de 2006) foi uma cantora e humorista inglesa, conhecida por apresentações humorísticas em que cantava e tocava piano. Entre seus trabalhos mais conhecidos estão gravações de O Anel do Nibelungo (Uma Análise), uma sinopse humorística de trinta minutos sobre Der Ring des Nibelungen de Richard Wagner. Seu humor foi conhecido pela ênfase do absurdo presente em histórias conhecidas.

## Biografia
Anna nasceu em Maida Vale, Londres, Inglaterra; outras fontes afirmam que havia nascido em London, Ontário. Teve uma infância difícil, e um relacionamento conturbado com a mãe, que frequentemente a mandava morar com outros parentes por um tempo. Ela se casou e se divorciou duas vezes, com John Denison e com o artista Charles Goldhamer.
O início de sua carreira foi marcado por tentativas na ópera, incluindo uma participação desastrosa numa produção de Cavalleria Rusticana, assim como aparições como cantora folk na rádio BBC em 1931. Sua mãe era canadense, e a família retornou em 1939 a Toronto, após a morte do pai. Lá, começou a aparecer em rádios locais. Já em 1940, começou a ter sucesso como solista. Em 1948, estreou sua apresentação solo em Nova Iorque.
No auge de sua carreira, escreveu letra e música para Anna Russell's Little Show (1953) e cantou no papel da bruxa no filme animado da ópera Hansel and Gretel (1954). Para o primeiro, levou a obra à Broadway. Apresentou Lady Audley's Secret na Exposição Mundial de 1964, e na mesma época  apareceu no The Ed Sullivan Show e em diversas peças teatrais e episódios de televisão.
Aposentou-se em Unionville no fim da década de 1960, morando em uma rua com seu nome. Em seus últimos anos, mudou-se para a Austrália, onde viveu com sua filha adotada, Deirdre Prussak, em Rosedale, onde morreu.